# Gábor Miklós (színművész)
Gábor Miklós (Zalaegerszeg, 1919. április 7. – Budapest, 1998. július 2.) Kossuth-díjas magyar színművész, érdemes és kiváló művész, a Halhatatlanok Társulatának örökös tagja.

## Életpályája
Gábor (eredetileg Goldberger) Béla; 1892–1949) zsidó származású mozitulajdonos és Czukelter Ilona (1898–1970) gyermekeként született. Anyai nagyszülei Czukelter Gábor (1871–?) vasúti állomásfelügyelő, és a római katolikus nemesi származású hottói Nagy Ilona (1877–1909) voltak. Anyai dédszülei hottói Nagy Sándor (1843–1919) királyi bírósági végrehajtó, és zalakoppányi Háry Flóra (1854–1931) úrnő voltak. Testvére, Gábor Tamás, csupán két évet élt. A család 1926-ban Székesfehérvárra költözött, a családfő azonban 1944-ig tovább üzemeltette a zalaegerszegi mozit. Édesapja 1948 körül az Amerikai Egyesült Államokba emigrált, ahol hamarosan elhunyt.
A Színművészeti Főiskolán végzett 1940-ben. Ösztöndíjasként a Nemzeti Színház szerződtette. Származása miatt egy hónap után elküldték a teátrumtól. 1941-ben szerződött a Madách Színházhoz, amelynek 1945-ig volt tagja. 1945–1954 között a Nemzeti színésze, majd 1954–1975 között ismét a Madách tagja volt. Naplót írt 1954–1966 között, amit a Szépirodalmi Könyvkiadó adott ki Tollal címmel. 1970-től kezdett rendezni. 1975-től 1979-ig volt a kecskeméti Katona József Színház tagja, majd 1979–1984 között a Népszínházhoz szerződött. 1984–1991 között ismét a Nemzeti Színház, majd 1991-től haláláig a Független Színpad színésze, 1993-tól a Széchenyi Irodalmi és Művészeti Akadémia tagja volt.

### Magánélete
Első felesége Rákosi Mária színművésznő volt. Második felesége Ruttkai Éva Kossuth-díjas színművésznő volt, egy lányuk született: Gábor Júlia. Harmadik felesége: Vass Éva Jászai Mari-díjas színművésznő volt.

## Színházi munkái

### Rendezőként
- Christie: Eszményi gyilkos (1970)
- Sarkadi Imre: Oszlopos Simeon avagy: lássuk, Uramisten, mire megyünk (1977)
- Füst Milán: Negyedik Henrik király (1979)
- Molnár Ferenc: Olympia (1982)
- Shaw: Tanner John házassága (Ember és felsőbbrendű ember) (1985)
- Goethe: Tasso (1987)
- Sławomir Mrożek: Az arckép (1989)
- Szophoklész: Oidipusz király (1992)
- Oscar Wilde: Bunbury (1995)
- Feydeau: Osztrigás Mici (1996)

### Színészként
- Cocteau: Rettenetes szülők (Michel)
- Nestroy: Lumpácius Vagabundus (Hilárisz)
- Gogol: A revizor (Klesztyákov)
- Háy Gyula: Isten, császár, paraszt (Wallenrod Hans)
- Shakespeare: Sok hűhó semmiért (Claudio)
- Roger: Az új módszer (Gabriel)
- Vörösmarty Mihály: Csongor és Tünde (Duzzog; Csongor)
- O’Neill: Vágy a szilfák alatt (Eben)
- Ernest Hemingway: Ötödik hadoszlop (Robert Preston)
- Shakespeare: Antonius és Cleopatra (Octavius)
- Makszim Gorkij: Jegor Bulicsov és a többiek (Jákov Láptyev)
- Shakespeare: Vízkereszt, vagy amit akartok (Sebastian)
- Gribojedov: Az ész bajjal jár (Csackij)
- Shaw: Szerelmi házasság (dr. Harry Trench)
- Shakespeare: III. Richárd (Henrik; III. Richárd)
- Molière: A kényeskedők (La Grange)
- Molière: Dandin György (Klitander)
- G. B. Shaw: Tanner John házassága (Robinson Octavius; John Tanner)
- Shakespeare: Lear király (Bolond)
- Shakespeare: Szentivánéji álom (Lysander)
- Molière: A fösvény (Kléant)
- Armand Salacrou: A gyűlölet éjszakája (Jean Cordeau)
- Shakespeare: Ahogy tetszik (Jacques)
- Osztrovszkij: Jövedelmező állás (Zsádov)
- Virta: Kárhozottak összeesküvése (Államvédelmi százados)
- Friedrich Schiller Ármány és szerelem (Ferdinand von Walter őrnagy)
- Háy Gyula: Az élet hídja (Révi Tibor)
- Mihajlov–Szamojlov: Titkos háború (Kázin)
- Sárközy-Halász: Szelistyei asszonyok (Mátyás király)
- Shakespeare: Hamlet (Fortinbras; Hamlet)
- Visnyevszkij: Feledhetetlen 1919 (Sztálin)
- Kornyejcsuk: Ukrajna mezőin (Sztyepán)
- Molière: A nők iskolája (Horace)
- Osztrovszkij: Vihar (Borisz)
- Shakespeare: Othello (Jago)
- Scribe: Egy pohár víz (Masham)
- Halász Péter: Vihar után (András)
- Huszka Jenő: Mária főhadnagy (Jancsó)
- Molière: A misanthrope (Alceste)
- Barta Lajos: Szerelem (Ifj. Biky)
- De Filippo: Vannak még kísértetek (Questi Fantasmi!) (Gastone Califano)
- Victor Hugo: Királyasszony lovagja (Ruy Blas)
- Molière: Don Juan (Don Juan)
- Anouilh: Találka Párizs mellett (Georges)
- Hartog: Családi ágy (Michael)
- Makszim Gorkij: Nyaralók (Vlasz)
- Beaumarchais: Figaro házassága avagy: Egy bolond nap (Figaro)
- Shaw: Az ördög cimborája (Richard)
- Victor Hugo: Victor Hugo est (Örök barátaink sorozat)
- Bródy Sándor: A medikus (János)
- Moreto y Cabana: Donna Diána (Don Carlos)
- Vapcarov: A legnagyobb hullám (Andrej)
- Williams: A hosszú búcsú (Joe)
- Örsi Ferenc: Fekete ventillátor (Az orvos)
- Casona: A fák állva hallnak meg (Igazgató)
- Musset: Lorenzaccio (Lorenzo Medici)
- Karinthy–Kárpáti–Orbók–Varga: Különös tárgyalás vagy a „Mikszáth-ügy” (Védő)
- Bertolt Brecht: A kaukázusi krétakör (Az énekes)
- Devecseri Gábor: Odüsszeusz szerelmei (Odüsszeusz)
- Sarkadi Imre: Elveszett paradicsom (Zoltán)
- Gibson: Libikóka (Jerry Ryan)
- Perényi Kálmán: Játék a színészotthonban
- Kárpáthy-Orbók: Játék a bíróságon vagy a „Molnár-ügy” (Az ördög)
- Remarque: Az utolsó állomás (Ross)
- Szécsi Lajos: Sztanyiszlavszkij-emlékest
- Bródy Sándor: Bródy Sándor-emlékest
- Büchner: Danton halála (Robespierre)
- Füst Milán: Negyedik Henrik király (Negyedik Henrik)
- Szerb Antal: Ex (Első Sancho)
- Madách Imre: Az ember tragédiája (Lucifer; Platón)
- Brecht: Koldusopera (Macheath; Peacock)
- Szophoklész: Magyar Elektra (Égisztus)
- Ránki György: Egy szerelem három éjszakája (Bálint)
- Sarkadi Imre: Oszlopos Simeon (Kis János)
- Vészi Endre: Statisztika (Dr. Avendix)
- Molnár Ferenc: Előjáték Lear királyhoz (Bánati)
- Molnár Ferenc: Marsall (Litvay)
- Molnár Ferenc: Az ibolya (Zeneszerző)
- Albee: Nem félünk a farkastól (George)
- Füst Milán: Catullus (Metellus)
- Illyés Gyula: Kegyenc (Valentinianus császár)
- Schmidt: Ez fantasztikus (El Gallo)
- Makszim Gorkij: Éjjeli menedékhely (Szatyin)
- Szomory Dezső: Hermelin (Pálfi Tibor)
- Scribe: Sakk-matt (Bolingbroke)
- Devecseri Gábor: Bikasirató (Költő)
- Szophoklész: Oidipusz király (Oidipus)
- Csehov: Sirály (Trigorin)
- Lerner-Loewe: My Fair Lady (Higgins professzor)
- Karinthy Ferenc: Szellemidézés (Donáti)
- Shaw: Brassbound kapitány megtérése (Brassbound kapitány)
- Karinthy Ferenc: Hosszú weekend (Oscar Taylor)
- Schiller: Don Carlos (II. Fülöp)
- O’Neill: Boldogtalan hold (Ifj. James Tyrone)
- Racine: Berenike (Antiochus)
- Shakespeare: Téli rege (Leontes)
- Németh László: VII. Gergely (VII. Gergely pápa)
- Marlowe: Doktor Faustus (Doktor Faustus)
- Shakespeare: A vihar (Prospero)
- Enquist: A tribádok éjszakája (August Strindberg)
- Schiller: Tell Vilmos (Werner von Attinghausen)
- Cormon-D’Ennery: A két árva (De Linières gróf)
- Molnár Ferenc: Olympia (Plata-Ettingen herceg)
- Rose: Tizenkét dühös ember (Nyolcadik esküdt)
- Shaw: Megtört szívek háza (Shotover kapitány)
- Shakespeare: A velencei kalmár (Shylock)
- Goethe: Tasso (II. Alfonz)
- Eörsi István: Az interjú (Lukács György)
- Shaw: Sosem lehet tudni (Crampton)
- Schnitzler: A Bernhardi-ügy (Dr. Bernhardi)
- An-Ski: Dybuk (Reb Aszriel)
- Shakespeare: Troilus és Cressida (Pandarus)
- Brisville: A feketeleves (Talleyrand)
- Willard: A macska és a kanári (Roger Crosby)

## Filmszerepei
| - A cigány (1941) – Peti, Zsiga fia - Beáta és az ördög (1941) – Gino, Giulietta szerelmese - Európa nem válaszol (1941) – Karmester - Mágnás Miska (1948) – Miska - Valahol Európában (1948) – Hosszú - Kis Katalin házassága (1950) – Baranyai - Különös házasság (1951) – Bernáth Zsiga - Állami áruház (1952) – Kocsis Ferenc - Erkel (1952) – Egressy Béni - A 9-es kórterem (1955) – Málnási doktor - Budapesti tavasz (1955) – Pintér Zoltán - Az eltüsszentett birodalom (1956) – Narrátor (hang) - Keserű igazság (1956) – Palócz - Cimborák – Nádi szélben (1957) – Narrátor (hang) - Éjfélkor (1957) – Károlyi János - A harangok Rómába mentek (1958) – Tanár úr - Párizsi tavasz (1958, rövid játékfilm) - Sóbálvány (1958) – Erdei - Kard és kocka (1959) – Árvay Ferenc kapitány - Alázatosan jelentem (1960) – Benedek Zoltán őrnagy, „Mikádó” - Három csillag (1960) – Márkus Imre - Alba Regia (1961) – Hajnal - Az utolsó vacsora (1962) – Dánusz Tamás - Kertes házak utcája (1962) – Palotás - Pirosbetűs hétköznapok (1962) – Kelemen - Egy ember, aki nincs (1963) – Tímár százados - Már nem olyan időket élünk (1963) – Telkes Zoltán - Párbeszéd (1963) – Szalkay - Álmodozások kora (1964) – Flesch főmérnök - Ha egyszer húsz év múlva (1964) – Kénitz Miklós - Másfél millió (1964) – Idegorvos - Miért rosszak a magyar filmek? (1964) – Fodor - Négy lány egy udvarban (1964) – Erős Géza - Játék a múzeumban (1965) – Barcza - Apa – Egy hit naplója (1966) – Apa - Falak (1968) – Benkő Béla - Az idő ablakai (1969) – Sinis - Csak egy telefon (1970) – Dr. Forgács György - N.N., a halál angyala (1970) – Korin György, pszichológus - Ki beszél itt szerelemről? (1979) – Parlament elnöke - Circus Maximus (1980) – Civil - Pá, drágám! (1991) – Dezső - Szerelő (1992) – Az író | - Papucs (1958) – János - Fent már béke van (1959) – Erler hadapródőrmester - Aranyfácán (1960) – Gáborjáni Ottó - A szerző ma meghal (1961) – A szerző - A vak (1962) – Heinrich Mittenhaufen tanító - Családi ágy (1963) - Honfoglalás 1-2. (1963) – Bálint - Csiribiri (1964) – Pál - Négyszemközt (1964) - A helység kalapácsa (1965) – Lantos - Antigoné (1965) – Kreón - Pferdchen, Pferdchen (1965) – Stefan Mirko - Ein Taxi für den Frieden (1966) – Zesko - Oly korban éltünk (1967) – Schönherz Zoltán - Úton (1967) - A Hanákné ügy (1968) – Bakonyai - Garfunkel és a többiek (1968) - Valaki csenget (1968) – Hollósi Márton - Én, Prenn Ferenc 1-3. (1969) – Korvin Ottó - Játék olasz módra (1970) - Talpig úriasszony (1970) – John Middleton - Széchenyi meggyilkoltatása (1971) – Netásek - György barát (1972) – Alvise Gritti - Halálos döfés (1972) – Menedzser - Véletlenek (1972) – Rodger - Állomás (1973) – György Lázár - Az ördög cimborája (1973) – Burgoyne tábornok - Vivát, Benyovszky! (1973) – Blanchard (1975-ös magyar szinkron) - Hannibál utolsó útja (1974) – Hannibál - Római karnevál (1974) – Az író - Vallomások (1974) - Egy nap Jersey szigetén (1975) – Victor Hugo - János király (1975) – János király - Ősbemutató (1975) - Ha mi halottak feltámadunk (1977) - Infarktus (1977) - Néró és a VII/A (1977) – Perényi Zoltán tanár - A nem várt vendég (1978) – Igor - Az örök Don Juan (1979) - Lear király (1979) – Bolond - Sértés (1979) – Igor - Közjáték Vichyben (1980) – Von Berg - Rettenetes szülők (1981) - Haláltánc (1982) – Edgar - Holtak hallgatása – Requiem egy hadseregért (1982) - A rágalom iskolája (1983) – Sir Peter Teazle - Békestratégia (1983) - Villanyvonat (1983) – Apa - Privát kopó (1992) – Csók Pál |

## Szinkronszerepei
| Év   | Cím                                                      | Szereplő                                                     | Színész              | Szinkron év |
| ---- | -------------------------------------------------------- | ------------------------------------------------------------ | -------------------- | ----------- |
| 1935 | Szentivánéji álom                                        | Lysander, szerelmes Hermiába                                 | Dick Powell          | 1962        |
| 1939 | Óz, a csodák csodája (1. magyar szinkron)                | Hickory / Bádogember                                         | Jack Haley           | 1960        |
| 1940 | A Manderley-ház asszonya                                 | Maxim de Winter                                              | Laurence Olivier     | 1978        |
| 1945 | Döntő fordulat                                           | Kirill Sztyepanovics Muravjov, vezérezredes, frontparancsnok | Mihail Gyerzsavin    | 1949        |
| 1946 | Forgószél (1. magyar szinkron)                           | T.R. Devlin / Alex                                           | Cary Grant           | 1968        |
| 1946 | Tőr és köpeny                                            | Alvah Jesper professzor                                      | Gary Cooper          | 1963        |
| 1948 | Ifjú gárda                                               | Procenko, titkár                                             | Viktor Hohrjakov     | 1949        |
| 1948 | Scott kapitány                                           | Scott kapitány                                               | John Mills           | 1966        |
| 1952 | Római lányok                                             | Marcello, Elena második vőlegénye                            | Marcello Mastroianni | 1955        |
| 1953 | A félelem bére (1. magyar szinkron)                      | Mario                                                        | Yves Montand         | 1955        |
| 1955 | Szökevények                                              | François                                                     | François Périer      | 1956        |
| 1957 | Múló évek                                                | Konsztantyin Davidov, az idősebb fiú                         | Jevgenyij Matvejev   | 1958        |
| 1957 | Szent Johanna                                            | VII. Károly, a trónörökös                                    | Richard Widmark      | 1960        |
| 1959 | Az elvarázsolt herceg                                    | Naszreddin                                                   | Gurgen Tonunc        | 1960        |
| 1959 | Rózsák az államügyésznek                                 | Rudi Kleinschmidt                                            | Walter Giller        | 1960        |
| 1960 | A kutyás hölgy                                           | Dimitri Gurov                                                | Alekszej Batalov     | 1960        |
| 1961 | Válás olasz módra (1. magyar szinkron)                   | Ferdinando Cefalù                                            | Marcello Mastroianni | 1963        |
| 1962 | A rosszhírű háziasszony                                  | Franklyn Ambruster                                           | Fred Astaire         | 1974        |
| 1963 | 8½                                                       | Guido Anselmi                                                | Marcello Mastroianni | 1969        |
| 1963 | Egy nő a hajón                                           | Narrátor (hang)                                              | Tadeusz Łomnicki     | 1964        |
| 1964 | Az én kis feleségem (1. magyar szinkron)                 | N/A                                                          | N/A                  | 1966        |
| 1964 | Bársonyos bőr                                            | Pierre Lachenay                                              | Jean Desailly        | 1972        |
| 1966 | Marat halála                                             | Marquis de Sade                                              | Patrick Magee        | 1980        |
| 1967 | Kötelék                                                  | Molnár Karcsi                                                | Róna Viktor          | 1967        |
| 1969 | A kaktusz virága                                         | Dr. Julian Winston                                           | Walter Matthau       | 1971        |
| 1970 | Bartleby                                                 | Főnök                                                        | Paul Scofield        | 1979        |
| 1970 | Napraforgó (1. magyar szinkron)                          | Antonio                                                      | Marcello Mastroianni | 1972        |
| 1976 | Santiago felett esik az eső                              | Olivares                                                     | Riccardo Cucciolla   | 1977        |
| 1977 | Egy fehér lovacska (bábfilm)                             | Narrátor (hang)                                              | Nyikolaj Penykov     | 1979        |
| 1980 | Muppet Show – V/1. rész: Gene Kelly (1. magyar szinkron) | Gene Kelly                                                   | Gene Kelly           | 1983        |

## Hangjátékok
- Victor Eftimiu: Prometheus (1947)
- Az acélt megedzik (1951)
- Asemov, Dragomir: Határszélen (1951)
- Szentgyörgyi Elvira: Háráp Álb (1951)
- Július tizennegyedike (1952)
- Nádor Tamás: Schiller és Verdi ( A két Carlos) (1952)
- Rostand, Edmond: Cyrano de Bergerac (1952)
- Vészi Endre: A vashuta emberei (1952)
- Maurice Druon: Amerikából jöttem (1955)
- Vajda István: A füredi szívhalász (1955)
- Drzsics, Marin: Dundo Maroje (1958)
- G. B. Shaw: Olyan szép, hogy nem is lehet igaz (1958)
- Molnár Ferenc: Egy, kettő, három (1958)
- Pietro di Donato: Ezer dollár (1958)
- Vörösmarty Mihály: Csongor és Tünde (1958)
- Emile Zola: Tisztes úriház (1959)
- Varga Imre: Az a május (1959)
- Jókai Mór: A mosolygó nagy mesemondó (1961)
- Gyárfás Miklós: Kényszerleszállás (1962)
- Balássy László: Dal a folyó felett (1963)
- Erich Kästner: Három ember a hóban (1963)
- Günter Eich: Allahnak 100 neve van (1963)
- Karinthy Frigyes: Capillaria (1963)
- Wolfgang Hildesheimer: Bartschedel feltalálása (1964)
- Bokor Péter: Elloptak egy Nobel-díjat (1965)
- Gosztonyi János: Dániel és a krokodilok (1965)
- Max Gundermann: Határidőnapló (1965)
- Művészpályám - Bikádi György visszaemlékezése (1965)
- Imre Gábor-Bojcsuk, Vladimir: Hotel Atom (1966)
- Radványi Dezső: A sánta kutya (1966)
- Radványi Dezső: Rendkívüli eset (1966)
- Radványi Dezső: Szürkebarát (1966)
- Hegedűs Géza: Merlin a varázsló (1967)
- "... Béke s tiszta szorgalom" (1968)
- Bozó László: Gyilkosság a sztriptízbárban (1968)
- Kazimiers Brandys: Elszállt az élet (1968)
- Róka Rudi a Balatonon (1968)
- Róka Rudi a cirkuszban (1968)
- Somerset Maugham: Mr. Mindentudó (1968)
- Bródy Sándor: Árnyékok (1969)
- Gabrielle-Sidonie Colette: A betörő (1969)
- Hans Sachs-Kopányi György: A mennyetjárt ifiúr (1969)
- Németh László: II. József (1970)
- Agatha Christie: Doktor Christow halála (1971)
- Berkesi András: Baleset az M 7-es műúton (1971)
- G. B. Shaw: Szonettek fekete hölgye (1972)
- Montanelli, Indro: Della Rovere tábornok (1972)
- Sós György: Hétfői humanizmus (1972)
- Hárs László: Buci királyfi, az üveggolyó (1973)
- Pausztovszkij: Útközben (1973)
- Nemes György: Aki húsz éves koromig voltam (1974)
- Kohlhaase, Wolfgang: Kürtös érkezik (1976)
- Walther, Joachim: A zöldövezet (1976)
- Gyárfás Endre: Buddha (1977)
- Rudyard Kipling: A dzsungel könyve (1977)
- Tárjátok ajtótok! - Vujicsics Marietta összeállítása (1978)
- Georges Corteline: Első vizit (1979)
- Karinthy Frigyes: Tanár úr kérem (1979)
- Tarbay Ede: A mozgólépcső vándorai (1979)
- Lengyel Péter: Cseréptörés (1980)
- Beckett, Samuel: Zsarátnok (1981)
- Földes Imre: A hivatalnok urak (1981)
- Saint-Exupery: A kis herceg (1981)
- E.T.A. Hoffmann: Az arany virágcserép (1982)
- Kolozsvári Grandpierre Emil: A törökfejes kopja (1982)
- Pállya István: Ravaszy és Szerencsés (1982)
- Bor Ambrus: A háttér (1983)
- Ottlik Géza: Minden megvan (1983)
- Veroslav Rancic: Sikoly (1984)
- Füst Milán: Catullus (1985)
- Gyárfás Endre: Forgattam kormányt és tollat (1985)
- Giles Cooper: A szivacsfaliget (1987)
- Krúdy Gyula: A vörös postakocsi (1988)
- Bozó László: Gyilkosság a Hungaroringen (1989)
- Hernádi Gyula: Homokzsák-keringő (1989)
- Josephson, Erland: Egy éj a svéd nyárban (1989)
- A láda titka, avagy a soknevű ószeres esete (1990)
- Pap Károly: Betsabe (1990)
- Spiró György: A ház (1990)
- Szép Ernő - Voltam (1990)
- Szakonyi: Lépted a fövenyen (1991)
- Gyárfás Miklós: Köszönöm, Morty (1993)
- Mosonyi Alíz: Illemtan (1993)
- Szakonyi Károly: Művirágok kertje (1993)
- Esterházy Péter: Amál (1994)
- Nagy Ignác: A vendégszerep (1994)
- Szepességi történet (1994)[14]
- Gábor Miklós: A sánta szadság (1996)
- Németh András: Senki katonája (1996)
- Hubay Miklós: Búcsú a csodáktól (1998)

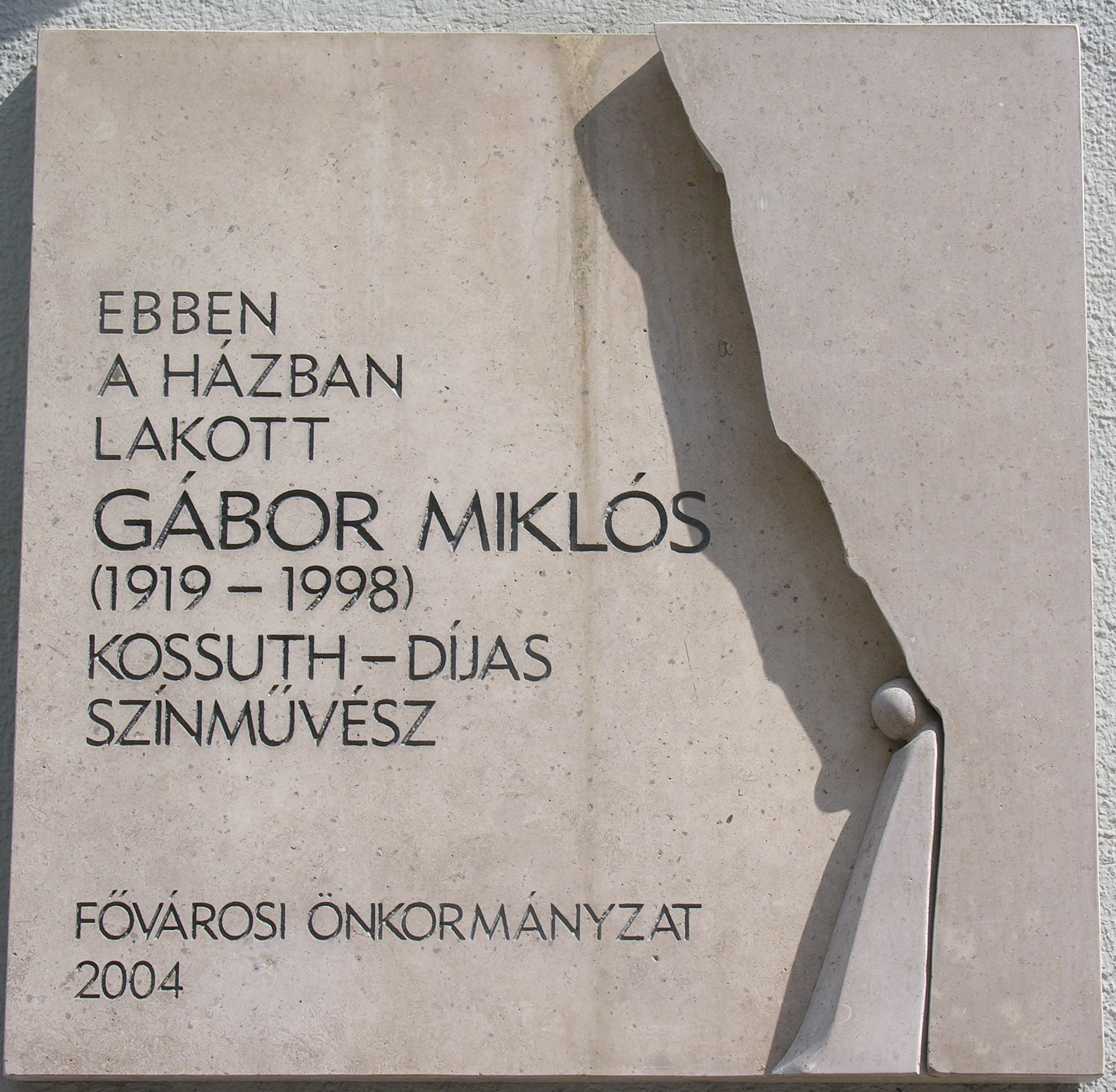
Emléktáblája egykori lakhelyén, a Katona József utca 27. szám alatt

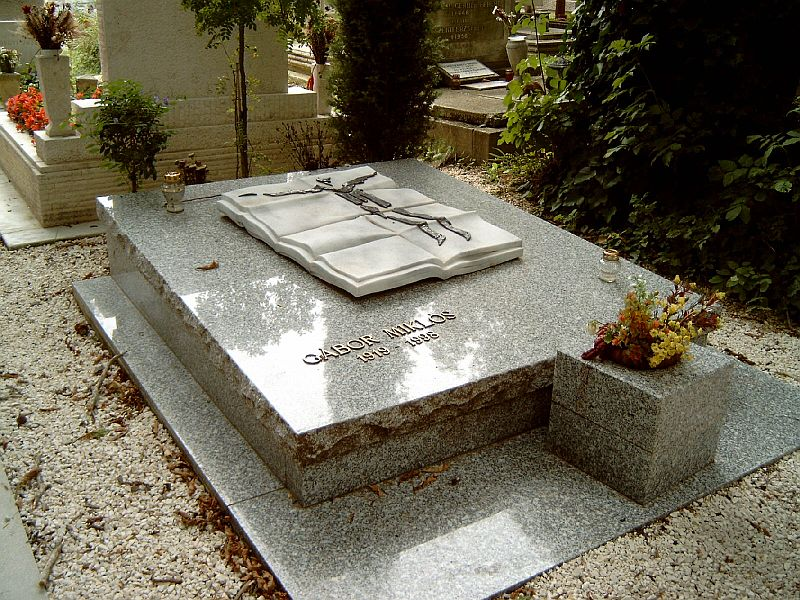
Sírja Budapesten. Farkasréti temető: 26/2-8-41/42. Béres János alkotása

## Díjai, elismerései[15]
- A Magyar Érdemrend lovagkeresztje (1922) (1949)

(1950-ben bevonva Magyar Népköztársasági Érdemrend V. fokozata kiadva)
- Szocialista Munkáért Érdemérem (1955)
- Kossuth-díj (1953)
- Érdemes művész (1962)
- Kiváló művész (1967)
- Munka Érdemrend arany fokozata (1984)
- A Magyar Népköztársaság Zászlórendje (1989)
- A Magyar Köztársasági Érdemrend középkeresztje a csillaggal (1994)
- Örökös tag a Halhatatlanok Társulatában (1996)
- Pro Urbe Budapest díj (1996)
- Füst Milán-díj (1997)

## Könyvei
- Tollal. Naplójegyzetek; Szépirodalmi, Budapest, 1963
- Tollal. Naplójegyzetek; 2. átdolg., bőv. kiad.; Szépirodalmi, Budapest, 1968
- A színész árnyéka; Szépirodalmi, Budapest, 1972 (Műhely)
- Molière műhelyében; Szépirodalmi, Budapest, 1975 (Műhely)
- Mihályi Gábor: Hamletekre emlékezve. Színháztörténeti tanulmány; Gábor Miklós levelével; Magyar Színházi Intézet, Budapest, 1976 (Színházelméleti füzetek)
- Kicsi-világ-háború. Napló, huszonöt évesen; Szépirodalmi, Budapest, 1976
- Kos a Mérlegen; Szépirodalmi, Budapest, 1990
- Egy csinos zseni; Magvető, Budapest, 1995
- Sánta szabadság; Magvető, Budapest, 1997
- Nyomozok magam után. Naplók; Vass Éva közreműködésével sajtó alá rend., utószó Kelecsényi László; Palatinus, Budapest, 2003